# Земля Мак-Робертсона
Земля́ Мак-Ро́бертсона (англ. Mac. Robertson Land) — часть территории Антарктиды, лежащая между 60° и 73° восточной долготы и омываемая на севере морем Содружества.
Мощность льда в центральной части территории составляет более 2000 м. В прибрежной полосе много участков, свободных от ледникового покрова, на юге — обширный горный район (горы Принс-Чарльз).
Земля Мак-Робертсона была открыта в 1930 году Британско-австралийско-новозеландской экспедицией (БАНЗАРЭ) под руководством Дугласа Моусона и названа в честь австралийского предпринимателя, который являлся спонсором экспедиции.
На описываемую территорию претендует Австралия, однако по Договору об Антарктике любые территориальные притязания в этой части света с 1961 года бессрочно заморожены.
С 1954 года здесь действует австралийская полярная станция «Моусон».